# NGC 7617
NGC 7617 is een lensvormig sterrenstelsel in het sterrenbeeld Vissen. Het hemelobject werd op 23 september 1864 ontdekt door de Duits-Deense astronoom Heinrich Louis d'Arrest.

## Synoniemen
- MCG 1-59-51A
- ZWG 406.72
- NPM1G +07.0516
- PGC 71113